# 나가타촌 (나가사키현)
나가타촌(長田村)은 나가사키현 기타타카키군에 있던 촌이다. 

## 지리
다라산의 고가하라 남쪽 기슭에 위치한다. 남쪽은 혼메이강 하구 남동쪽은 이사하야만에 접하고 있다.

## 역사
- 1889년 4월 1일 - 정촌제 시행에 의해 기타타카키군 나가타촌이 성립하였다.
- 1940년 9월 1일 - 이시하야정, 오구리촌, 오노촌, 마쓰야마촌, 모토노촌과 합병, 시로 승격해 이시하야시가 성립하여, 나가타촌은 소멸하였다.

## 교통
- 철도성
  - 나가사키 본선

## 참고문헌
- 角川日本地名大辞典 42 長崎県